# بيلي داي
بيلي داي (بالإنجليزية: Billy Day)‏ (27 ديسمبر 1936 بميدلزبرة في المملكة المتحدة - ) هو لاعب كرة قدم بريطاني في مركز جناح ‏. لعب مع كامبريدج يونايتد ونادي بيتربورو يونايتد ونادي ميدلزبره ونيوكاسل يونايتد.